# Џими Логан
Џими Логан (4. април 1928 — Клајдбенк, 13. април 2001), рођен као Џејмс Алан Шорт, био је шкотски извођач, продуцент, импресиониста и редитељ.

## Породица
Логан је рођен у области Денистоун, Глазгов, у породици уметника Шорта и Далзил, који су били чланови Мјузк Хол театра. Његова тетка, од које је узео своје уметничко презиме, била је извођач на Бродвеју, Ела Логан. Његова сестра је глумица и певачица Ени Рос, а његов брат је певач Бади Логан.

## Каријера
Похађао је Гаурок средњу школу, у Инверклајду, коју је напустио када је имао 14 година. Његова породица је тридесетих и четрдесетих година, наступала у малим музичким дворанама Шкотске и Северне Ирске. До 1944. године бавио се пантомимом, када је играо мачка у представи Дик Вилингтон и његова мачка. Његова веза са пантомом настављена је током целог његовог живота, а најпознатија је, са дугогодишњим пантомимама, од стране продуцената Хауарда и Виндама, у Глазгову, Единбургу, Њукаслу и Абердинуи. 
Џими Логан, глумећи са Џек Редкилфом и Ив Босвел, држи рекорд у броју познатих наступа, Фајв Паст Ејт представа, извођених сваког лета у позоришту Алхамбра. Логан је купио Царичино позориште за 80,000 фунти 1964. године. Реновирао га је и поново отворио као Нови Метропол. Један од последњих догађаја који је тамо био изведен, био је први рок мјузикл Коса у Шкотској продукцији.
Његова прва улога била је у филму Плима (1949), драми која се дешавала на Клајдсајд.Његове остале улоге су укључивале  Дивља Афера (1964), Наставите у иностранству (1972), Наставите девојке (1973), Капетан Џек (1999), и Сакупљач дугова (1999) са Били Конолијем. Његов деби на Лондонској позорници био је у представи Љубавна игра (1973).
Логан је адаптирао Ор Вали, лика из комичног стрипа из Сандеј Пост новина, за Данди фазу. Његов мјузикл који изводи један човек, заснован је на животу шкотског забављача сер Хари Лаудера, под називом Лаудер (1976). Логан је прикупљао Лаудер сувенире, који се сада налазе у архиву шкотског позоришта на универзитету у Глазгову.
Његове остале позоришне активности укључују и: Забављач (1984), Брајтон Бич Мемоари (1989), Бил Брајденов Брод, Комичари (1991), На златном језеру (1996) и Смрт Трговца на Питлохри фестивалу (1992). Године 1991. имао је споредну улогу у шведској комедији Ден офривилиге голфарен, која је делом снимљена у Шкотској. 
Логан је добио титулу почасног доктора универзитета Каледониан у Глазгову (1994), награђен је Орденом Британске империје (ОБЕ) За заслуге у шкотском позоришту 1996. године, и био је изабран за члана Краљевске Шкотске музичке и драмске академије, 1998. године.
Логанова последња два наступа су била на Питлочри позоришном фестивалу и у Павиљон позоришту у Глазгову, редом. Обимна архива његових личних записа и ефемеричних наступа чува се у Краљевском конзерваторијуму Шкотске архиве. Издао је аутобиографију, под називом Живот је забаван у 1998. години. Умро је од рака у Клајдбенку, Западни Дамбартоншир, Шкотска, девет дана после његовог 73.  рођендана.